# Francisco Javier de Landaburu
Francisco Javier de Landaburu Fernández de Betoño, también conocido como Xabier Landaburu (Vitoria, 5 de septiembre de 1907-París, 6 de mayo de 1963), fue un abogado, periodista y político español de ideología nacionalista vasca.

## Infancia y juventud
Nació en Vitoria en 1907. Estudió en el Colegio de los Marianistas de esta ciudad y posteriormente marchó a la Universidad de Valladolid donde realizó la carrera de Derecho.
Tras completar sus estudios regresa a Vitoria donde establece un bufete de abogado. Durante los años siguientes compatibilizaría su trabajo como abogado, con la actividad periodística, que comenzó en 1926, su labor como agitador cultural y su labor política en el seno del Partido Nacionalista Vasco. Dirigió durante un corto lapso de tiempo el periódico donostiarra El Día creado en 1930 y fue letrado asesor de la Cámara de Comercio e Industria de Álava.

## Labor política durante la Segunda República y la Guerra Civil
Como miembro de la Sociedad de Estudios Vascos fue uno de los comisionados para redactar el anteproyecto del que más tarde sería conocido como Estatuto de Estella. Fue miembro de la sección alavesa de dicha comisión. Con posterioridad participaría activamente en la campaña del PNV en favor del estatuto de autonomía vasco.
En las elecciones generales de España de 1933 fue elegido diputado al Congreso, representando a Álava, siendo uno de los dos diputados electos de esta provincia y uno de los 12 diputados del PNV en el Congreso. Su programa se basó en el apoyo al Estatuto de autonomía vasco. Durante el bienio radical-cedista luchó infructuosamente en el Congreso para obtener el estatuto. También fue destacable su participación en la comisión que investigó el escándalo del estraperlo. En 1936 la bipolarización en Álava entre el Frente Popular y los tradicionalistas. le dejó sin acta de diputado, al perder la reelección.
El 17 de julio de 1936 estalló una sublevación militar que triunfó parcialmente en España quedando el país dividido en dos zonas, una controlada por los militares sublevados y otra por el gobierno republicano del Frente Popular. Era el inicio de la guerra civil española. La ciudad de Vitoria, así como casi toda la provincia de Álava quedaron en manos de los sublevados y Landaburu se encontraba en ella en aquel momento.
Landaburu, exdiputado y miembro en activo del comité ejecutivo del PNV (Euzkadi Buru Batzar), era una figura política muy relevante de este partido, de las más relevantes que habían quedado en territorio nacional tras el levantamiento. Las nuevas autoridades detuvieron en los primeros días después del levantamiento hasta en dos ocasiones a Landaburu, pero volvieron a liberarle. La todavía vacilante actitud del PNV en aquel momento del conflicto sin decantarse todavía por uno u otro bando y unas declaraciones públicas del propio Landáburu manifestándose en contra del Frente Popular, hicieron que el político pudiera seguir libre en un territorio entonces muy hostil a los nacionalistas vascos.
Sin embargo al ser advertido por un soplo de que iba a ser detenido por tercera vez (quizás esta ya de forma definitiva), se escondió, literalmente emparedado, en un refugio que había fabricado en su propia casa. Estuvo escondido en ese escondrijo de su propia casa durante 13 meses, hasta septiembre de 1937. 
En aquel momento, cuando ya todo el País Vasco había caído en manos de los sublevados, escondido en el maletero de un coche, Landaburu logró alcanzar la frontera francesa donde se unió a otros dirigentes de su partido en el exilio. Existe una duda en la forma en que Landaburu fue trasladado desde Vitoria a Elizondo (Valle de Baztán, Navarra) ya que, al parecer, según testimonios recogidos de persona que presenció su llegada a Elizondo, viajó encogido como un ovillo en el hueco de los asientos delanteros y traseros. Así, al llegar a Elizondo, tenía su cuerpo totalmente entumecido y anquilosado por lo que tuvieron que aplicarle friegas en sus piernas y cintura hasta que consiguieron aliviarle y ponerle en pie. De ahí (un garaje existente en la calle Jaime Urrutia) fue llevado de noche a la casa Etxenikea distante unos 50 metros, donde se le ocultó por parte del elizondarra nacionalista vasco Agustín Ariztia hasta que se organizó su paso por la muga al País Vasco-francés. El paso a Francia fue posible gracias a que un conocido falangista alavés, de nombre Ángel Santaliestra Coscujuela, lo pasó a través de los Pirineos. A partir de ahí, Landaburu vivió en San Juan de Luz.

## Su labor en el exilio
Como otros dirigentes de su partido se establece en el País Vasco Francés, más concretamente en San Juan de Luz. Es en ese momento de su vida cuando contrae matrimonio con Konstantiñe Illarramendi. El matrimonio tendría 7 hijos, nacidos en el exilio francés. Entre ellos se encuentran los periodistas Gorka y Ander Landáburu y el político Eneko Landaburu.
El lehendakari José Antonio Aguirre pidió a Landaburu que se trasladara a París para realizar diferentes funciones. Su labor se realizó principalmente en el seno de la Liga Internacional de Amigos de los Vascos, un lobby de apoyo al Gobierno Vasco creado en París. Landaburu actuó como enlace entre el Gobierno Vasco y dicha organización, así como secretario de la misma. También actuó como representante del Gobierno Vasco y del PNV en París. Tras estallar la Segunda Guerra Mundial, cuando los alemanes están ya avanzando sobre París es desterrado por el Gobierno Francés a La Rochelle. Cuando se firma al armisticio, Landaburu se encuentra en la Francia ocupada, regresa a París y logra vivir en la clandestinidad, sin ser detenido por la Gestapo. Durante la ocupación alemana formó parte de una organización vasca de contraespionaje que trabajó en favor de los Aliados. Cuando París fue liberado ocupó junto con otros compañeros la Delegación del Gobierno Vasco en la avenida Marceau y actuó como representante del Gobierno Vasco hasta que fueron llegando sus integrantes. 
A partir de 1944 figura como delegado del Gobierno Vasco en París. En los años siguientes participó en la fundación de varios organismos internacionales en representación del PNV, como la Unión Europea de Federalistas (Movimiento Europeo), la Unión Federalista de Comunidades Étnicas de Europa y los Nuevos Equipos Internacionales (Internacional Demócrata Cristiana). Landáburu se caracterizó por su ideología europeista e influyó notablemente en su partido en este aspecto.
En 1960 falleció José Antonio Aguirre, su puesto como lehendakari pasó a ocuparlo el vicepresidente Jesús María de Leizaola y Francisco Javier de Landáburu, fue a su vez nombrado vicelehendakari del Gobierno Vasco en el exilio, ocupando el puesto vacante dejado por Leizaola.
Sin embargo no permaneció demasiado tiempo en este cargo, ya que sólo 3 años después falleció en París sin haber llegado a cumplir los 56 años de edad. Fue el 6 de mayo de 1963.
El Ayuntamiento de Vitoria dio su nombre a una calle de la ciudad, situada en el nuevo barrio de Lakua-Arriaga, la calle Francisco Javier de Landáburu.

## Obras publicadas
Su libro más conocido es La causa del Pueblo Vasco, que publicó en 1956. Se trata de un alegato nacionalista dirigido a los jóvenes vascos que vivían en aquel momento bajo la Dictadura franquista. La tercera edición, en 1977, fue la primera editada en España.
En 1982 fueron publicadas sus Obras Completas, en 5 tomos. Estas incluyen los artículos que escribió durante años para la revista Alderdi del PNV en los que disertaba sobre el socialcristianismo o el movimiento europeista.